# Kahoolawe
Kahoolawe is een eiland dat deel uitmaakt van Amerikaanse staat Hawaï. Het eiland is onbewoond en heeft een oppervlakte van 115,6 km² en is daarmee het kleinste eiland van de archipel. Kahoolawe is ongeveer 18 km lang en 10 km breed en ligt 11 km ten zuidwesten van Maui. Het hoogste punt van het eiland (452 m) is de rand van de krater Lua Makika op de top van Puʻu Moaulanui. Op Kahoolawe is weinig zoet water omdat het eiland in de regenschaduw ligt van de vulkaan Haleakala op Maui.
Van 1941 tot 1990 werd het eiland gebruikt als oefenterrein voor het Amerikaanse leger en marine. Sinds 1993 is het een beschermd gebied, de Kaho'olawe Island Reserve. Tegenwoordig mag het eiland alleen gebruikt worden door oorspronkelijke Hawaïanen voor culturele, spirituele, en andere doeleinden.

## Externe link

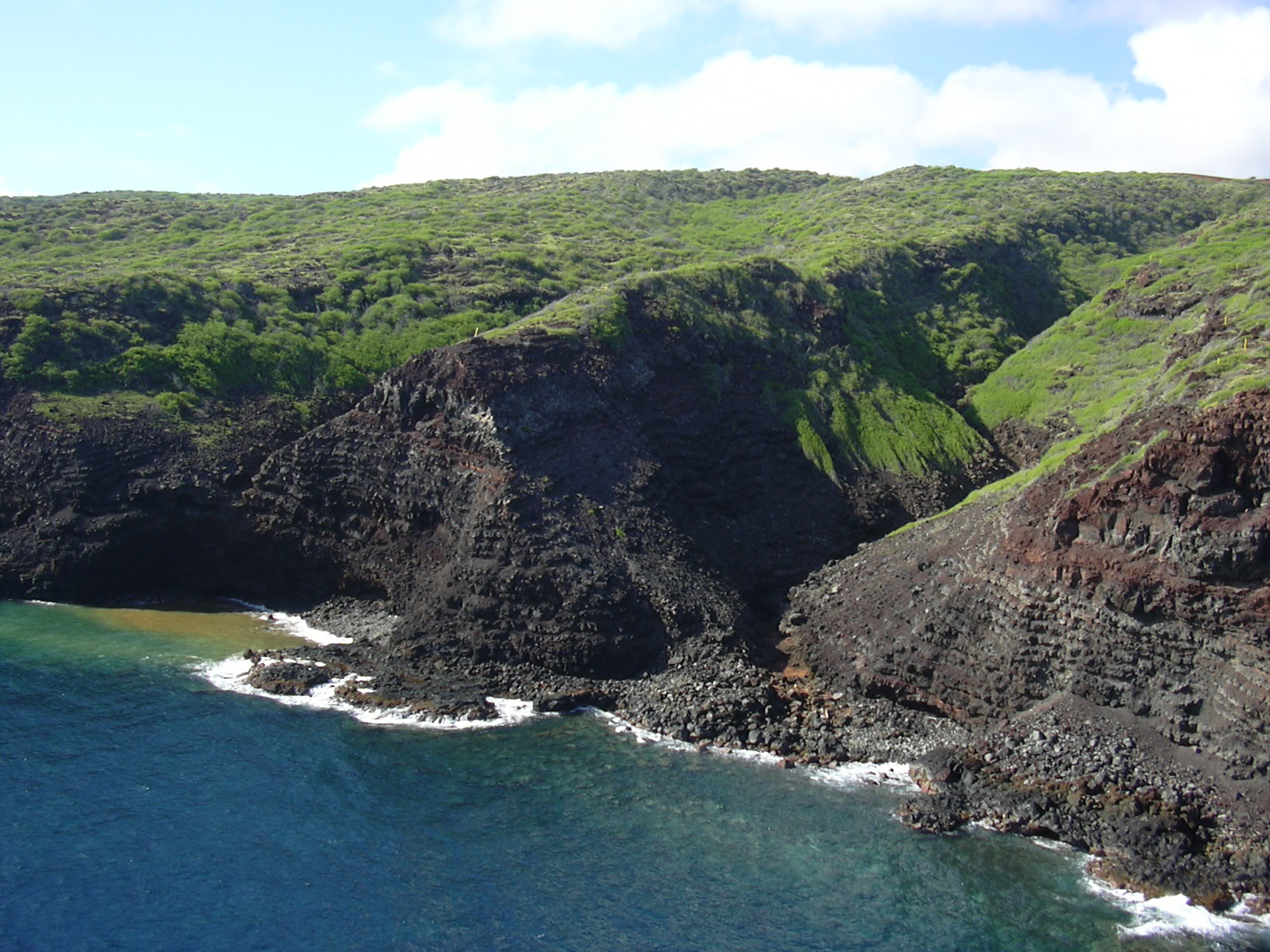
de kust van Kahoolawe